# Combiné nordique aux Jeux olympiques de 1936
Pour des articles plus généraux, voir Combiné nordique aux Jeux olympiques, Jeux olympiques d'hiver de 1936 et Combiné nordique en 1936.
Navigation
Lake Placid 1932 Saint-Moritz 1948
L'épreuve de combiné nordique aux Jeux olympiques d'hiver de 1936 a lieu à Garmisch-Partenkirchen en Allemagne les 12 et 13 février 1936.
Les athlètes participent d'abord à la course de ski de fond de 18 kilomètres avec les concurrents de la compétition de ski de fond. En revanche, une épreuve de saut à ski séparée dans laquelle chaque athlète saute deux fois est organisée. Un système de points permet d'établir le classement final. Contrairement aux épreuves actuelles, le ski de fond est couru avant le saut.
Les norvégiens réalisent pour la quatrième et dernière fois le triplé. Oddbjørn Hagen l’emporte devant Olaf Hoffsbakken et Sverre Brodahl. Les Norvégiens avaient réalisé les trois meilleurs temps lors de l'épreuve du ski de fond et malgré des sauts en dessous des 50 m parviennent à rester sur le podium.

## Organisation

### Sites

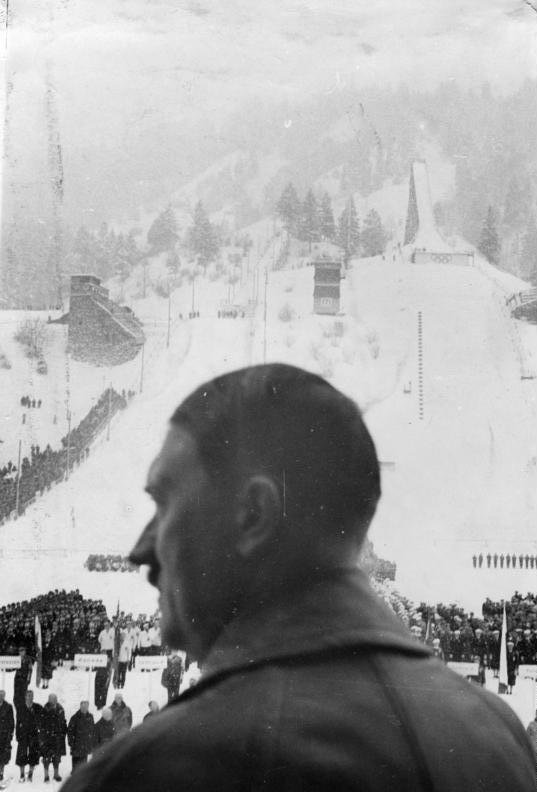
Adolf Hitler devant le tremplin en 1936

L'épreuve de fond a lieu le 12 février 1936. Le point de départ et d'arrivée est le Olympia-Skistadion, situé à proximité du tremplin. Le point le plus bas est à 735 m et le point le plus haut à 1 010 m. L'épreuve ne compte qu'un kilomètre de plat,.
« Le parcours de 18 km était très intéressant mais difficile et s'est déroulé moitié dans les forêts qui environnent cette belle contrée de Garmisch et moitié à travers les prairies recouvertes de neige. II y avait plusieurs montées et descentes vertigineuses. La montée la plus longue, celle du Wamberg, avait 1,2 km de long et une pente de 9 pour cent environ ». Le dénivelé total est de 590 m ce qui légèrement supérieur aux championnats du monde des années précédentes.
La ville de Garmisch-Partenkirchen dispose depuis le début du XXe siècle de tremplins. Cependant, ceux-ci ne sont pas assez grand pour les épreuves olympiques, ce qui oblige à en construire un autre. La construction eut lieu à Gudiberg et elle débuta en octobre 1933. Le point critique de la piste de saut est à 52 m.

### Calendrier
Le tirage au sort pour l'épreuve de fond des 18 km (spécial et combiné) a lieu le 9 février 1936. Plusieurs entraînements de sauts ont lieu avant la compétition. Un concours est notamment organisé le 2 février avec soixante-dix concurrents. Le dernier entraînement de saut à ski a lieu le 11 février,.
L'épreuve de fond a lieu le 12 février 1936 à partir de 10h01,. L'épreuve de saut à ski débute à 10h45 le 13 février 1937,.
La cérémonie de remise de récompenses a lieu le 16 février pendant la cérémonie de clôture.

### Format de l'épreuve
Le combine nordique se compose de deux épreuves : une course de ski de fond de 18 km puis « moins de 24h plus tard » selon le règlement de la FIS un concours de saut deux essais sur le tremplin de saut à ski. Les points attribués en saut s'ajoutent, à pourcentage égal, à la traduction en points des temps réalisés dans la course de fond.
Dans la course de ski de fond, les départs sont donnés toutes les trente secondes.
Les notes du saut à ski sont déterminées par la distance et le style. Le concurrent qui a saute le plus loin, dans la limite fixée, obtient 60 points. Chaque demi-mètre de retard coute de plus en plus de points, un demi-mètre=0,1 points, un mètre=0,6, 5 mètres=3,6… La note de style était également un maximum de 60 points, des pénalités étaient données en cas d'utilisation des mains a l’atterrissage ou de chutes.

### Jury
Le jury de l'épreuve du ski de fond est composé d'Ole Reistad (Norvège), de François Lacq (France), de M. Martin (Autriche), de Armas Palamaa (Finlande) et de F. Schuler (Suisse).
Le jury de l'épreuve de saut est composé de Gustav Räther (Allemagne), Armas Palamaa (Finlande) et F. Schatz (Autriche).

## Participants

### Règlement
Les athlètes doivent être amateurs et posséder la nationalité du pays qu'ils représentent.
Les nations ont jusqu'à six semaines, soit le 12 décembre 1935, avant le début de la première épreuve pour envoyer au comité organisateur la liste des sports et des épreuves auxquelles elles participent. Les noms des concurrents doivent parvenir au comité organisateur quinze jours avant le début de la première épreuve. Aucune modification ne peut être apportée après le 15 janvier 1936. Chaque nation peut engager quatre athlètes.
Lors de l’épreuve de fond, les concurrents n'ont le droit qu'a un seul ski de rechange et peuvent finir sur un seul ski. Les skis sont tamponnés et les juges les vérifient à l'arrivée. En cas de casse, les deux bâtons peuvent être remplacés.

### Délégations participantes
Selon le rapport officiel des Jeux, cinquante-trois athlètes étaient inscrits et cinquante et un athlètes de seize nationalités différentes ont pris le départ de l'épreuve. Quarante-six athlètes sont classés. Les deux athlètes engagés qui n'ont participé à l'épreuve sont : Rudolf Kloeckner (en) (Roumanie) et Nikola Dimitroff (Bulgarie). L'athlète le plus jeune est Rado Istenič et le plus âgé est Berger Torrissen.
- Allemagne (4)
- Autriche (4)
- Canada (4)
- États-Unis (4)
- Finlande (4)
- Grande-Bretagne (1)
- Hongrie (2)
- Italie (2)
- Japon (3)
- Lettonie (1)
- Norvège (4)
- Pologne (4)
- Suède (3)
- Suisse (3)
- Tchécoslovaquie (4)
- Yougoslavie (4)

### Préparation des délégations
Les sauteurs à ski, les combinés et les slalomeurs Suédois arrivent à Garmisch-Partenkirchen le 11 janvier,. Les entraîneurs de la délégation Suédoise sont Sigge Bergman (en), Wilhelm Stolpe et Per-Erik Hedlund. Les athlètes Suédois arrivent tôt afin de s'acclimater, de parfaire leurs formations et d'appréhender au mieux le grand tremplin. Cependant, et contrairement à la promesse des organisateurs, ils ne peuvent pas utiliser ni les pistes de ski de fond ni le tremplin car les installations ne sont pas prêtes. Finalement, ils font s'entraîner sur le Kochelberg. Les Suédois participent à quelques petites compétitions sur place avant les Jeux et les résultats sont prometteurs. Pendant la préparation, Sven Carlsson, se blesse gravement à la jambe et est forfait . Sven Selånger, champion du monde en 1933, fait le choix de ne pas participer au combiné nordique lors de cette édition des Jeux olympiques. En effet, il choisit de se consacrer pleinement au saut à ski pour cet hiver. Il obtiendra la médaille d'argent du concours de saut.
Les skieurs Yougoslaves se sont entraînés à Pokljuka à 1 300 m d'altitude afin de préparer la compétition. Lors de ce stage préparatif, leurs entraîneurs étaient le Finlandais Eino Kulama pour le ski de fond et le Norvégien Gunnar Haagen pour le saut à ski. Bogo Šramel, le meilleur Yougoslave du combiné, recordman de Yougoslavie de saut à ski avec 72 m, s'est cassé la jambe à la réception d'un saut et il peut pas par conséquent participer à la compétition. Malgré ce stage, les Yougoslaves n'espèrent pas de miracles.
La France n'engage pas d'athlètes dans le combiné ni dans l'épreuve de saut en raison du manque de sauteurs de niveau international. Les Tchécoslovaques sont privés de leur meilleur athlète Antonín Bartoň. Celui-ci a un accident de vélo en mai 1935 et il en ressort avec de multiples fractures. Il ne peut participer à aucune compétition lors de l'hiver 1935-1936. La Fédération tchécoslovaque de ski (pl) pense qu'il pouvait atteindre le podium.

### Avant l'épreuve

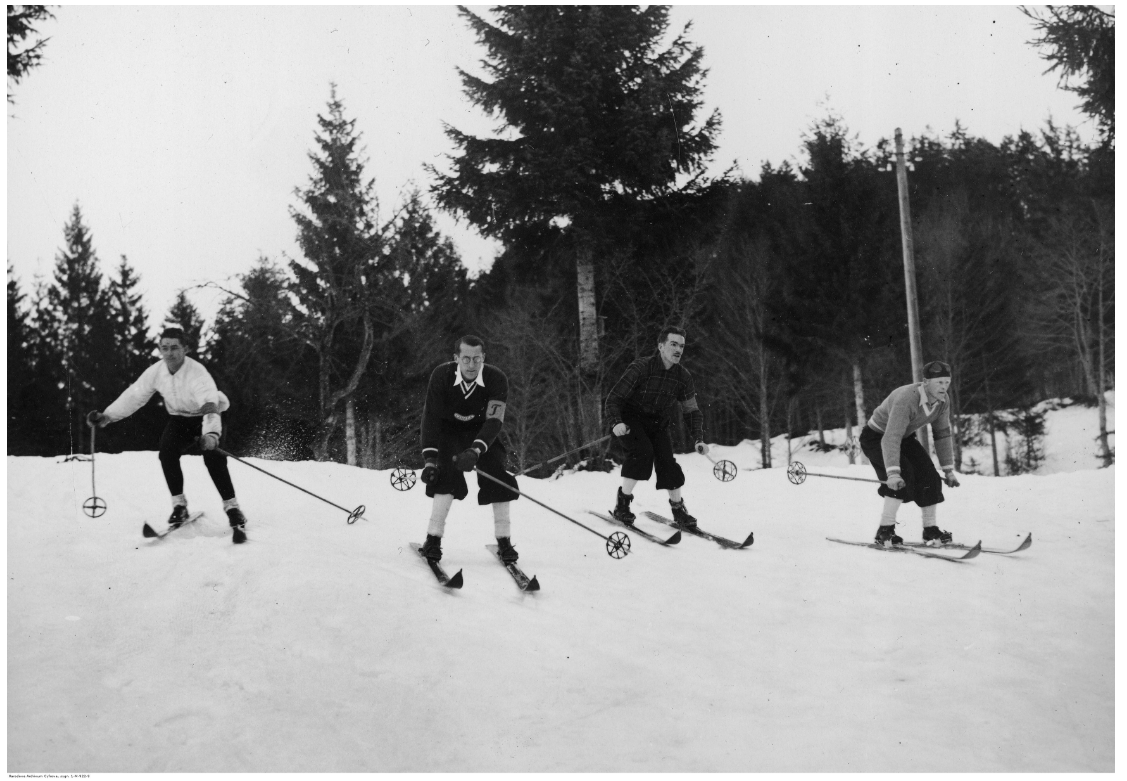
Les athlètes canadiens lors d'un entraînement.

En 1935, de nombreux étrangers dont les meilleurs Norvégiens avaient participé au Championnat d'Allemagne de ski (de) qui se déroulait sur le même parcours. L'épreuve de combiné nordique avait été remportée par Sigurd Røen devant ses compatriotes Olaf Hoffsbakken et Oddbjørn Hagen. Derrière, l'Allemand Willy Bogner avaient devancé l'Italien Severino Menardi et Hans Vinjarengen,.
Pour les épreuves de ski nordique, les scandinaves sont considérés au-dessus du lot,. Quelques jours plus tôt dans l'épreuve de relais de ski de fond, ils ont dominé la course. Lors de cette dernière, les Norvégiens ont été doublés par les Finlandais dans les derniers hectomètres après avoir mené toute la course. Ainsi, les athlètes Norvégiens dont Oddbjørn Hagen sont revanchards pour le reste des épreuves de ces Jeux olympiques.
Plus spécifiquement pour le combiné, Oddbjørn Hagen est le favori de l'épreuve,. En effet, il est double champion du monde en 1934 et 1935 et il est considéré comme le meilleur norvégien. Oddbjorn Hagen qui travaille dans une fabrique près de Østerdalen s'entraine cinq mois par an. Il a commencé sa préparation olympique en octobre. Sigurd Røen, 5e des championnats du monde en 1935 est un des favoris. Cependant il doit déclarer forfait en raison de la grippe. Sverre Kolterud, quatrième en 1932, est remplacé en raison d'une blessure.
Le public allemand espère une médaille de son meilleur skieur, Bogner. Cependant celui-ci hérite du dossard 1 lors du tirage au sort ce qui considéré comme « de la malchance ». Le meilleur skieur polonais, Bronisław Czech est également très attendu.

## Déroulement de la compétition

### Récit de l'épreuve

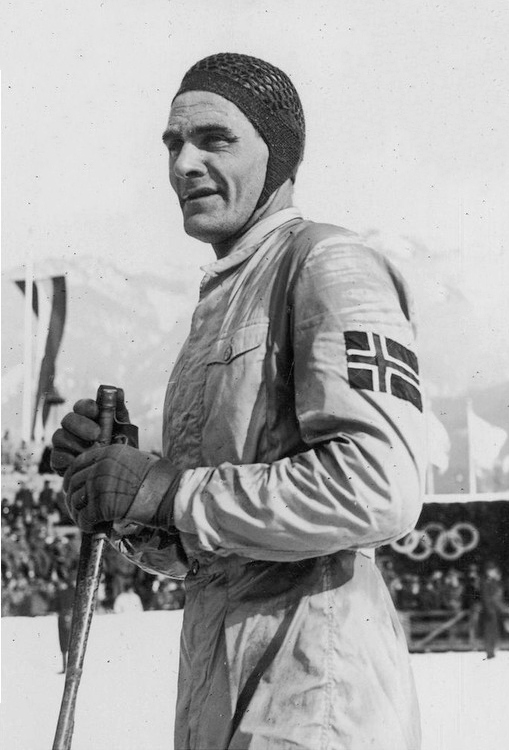
Oddbjorn Hagen à l'arrivée du ski de fond

L'épreuve de 18 km est l'épreuve qui rassemble le plus grand nombre de nations (22 nations) et 115 participants au départ,. Cinquante et un concurrents participaient au combiné et à l'épreuve de ski de fond de 18 km. Quatorze faisaient la course de fond uniquement pour le combiné.
Le départ de l'épreuve a lieu sous la neige mais progressivement le soleil fait son apparition,. La température oscille entre -2 et -5. Les 18 km ne devaient faire que 17,6 km en réalité. Sur cette course, il y aurait eu entre 30 000 et 50 000 spectateurs.
Le suivi de la compétition de ski de fond n'est pas facile en raison de difficulté de communication entre les points de passage et le stade d'arrivée. Le parcours de fond, très difficile, fait de grands écarts. Oddbjorn Hagen franchit la ligne en 29e position alors qu'il s'était élancé 59e ce qui signifie qu'il a remonté 30 concurrents. Il améliore son temps de 5 min par rapport aux courses disputées l'année précédente sur le même parcours pour les championnats d'Allemagne. Il réalise un bon temps et dispose de quatre minutes d'avance sur le second lorsqu'il franchit la ligne. Les spectateurs pensent même qu'il peut l'emporter. Les attentes portent sur Sulo Nurmela et Arthur Häggblad qui font une belle course mais sont battus. Finalement, le Suédois Erik August Larsson partit avec le dossard 93 réalise une meilleure course et remporte l'or sur le 18 km,. Parmi les derniers dossards, Pekka Niemi et Olaf Hoffsbakken parviennent à faire de bons temps mais ils n'inquiètent Erik August Larsson.
Erik August Larsson ne sautant pas, Oddbjorn Hagen est premier du combiné après la première épreuve. Il a une avance de 2 min sur Olaf Hoffsbakken et 2 min 30 s sur Sverre Brodahl. Les Norvégiens sont, après le ski de fond, premier, deuxième, troisième, et sixième (ce qui sera leurs classements finaux). Willy Bogner, porte drapeau de l'Allemagne, chute lors de la première pente ce qui lui fait perdre une minute et trente secondes. De plus, s'élançant avec le dossard 1, il doit faire la trace, ce qui le handicape. Bronisław Czech, très attendu, chute et termine avec la tête en sang et se foule deux doigts à la main gauche. Les Tchécoslovaques sont bien classés après le ski de fond avec la quatrième place pour František Šimůnek, la huitième place de Gustav Berauer et la seizième place de Johann Lahr. Les Tchécoslovaques pensent à ce moment que František Šimůnek peut même envisager le podium s'il retrouve son niveau en saut à ski. En effet, František Šimůnek était l'un des meilleurs sauteurs tchécoslovaques au début des années 1930. Ensuite, en raison des « mauvais hivers »,
qui ont rendu presque impossible un entraînement régulier de saut à ski en Tchécoslovaquie même sur les petits tremplins, il a été contraint d'énormément travailler le ski de fond. Ainsi, il a progressé dans ce sport mais il a perdu de son niveau en saut à ski.
L'épreuve de saut à ski a lieu sur le petit tremplin. La compétition rassemble entre 30 000 et 100 000 spectateurs. Le chiffre de 80 000 spectateurs est celui le plus souvent avancé,. Adolf Hitler assiste à une partie de l'épreuve,,.
Lauri Valonen réalise les sauts les plus longs dans chaque manche du concours qu'il remporte. 26e après l'épreuve de ski de fond, il remonte à la quatrième place. Malgré sa chute de la veille et ses blessures, Bogner participe au concours. Il se pose à 45 m malgré un faible décollage. Shinzo Yamada chute lourdement lors de son premier saut. Lauri Valonen réalise 52 m mais ses pieds ont bougé lors du premier saut et il est devancé par Eisgruber en raison de notes de styles plus faibles,. Lors du second saut, Bogner réalise 49 m, Valonen 54,5 m, record du concours, Hagen 46 m. Les Norvégiens, favoris après leur domination dans le ski de fond, ne prennent aucun risque et cherchent surtout à ne pas chuter. Ainsi, Oddbjorn Hagen malgré sa 16e du concours remporte la victoire. Les Norvégiens, grâce aux places qu'ils ont enlevées la veille dans le 18 km, où ils montrèrent une supériorité écrasante, prennent les trois premières places, avec Oddbjorn Hagen, Olaf Hoffsbakken et Sverre Brodahl.

### Bilan
Ce triplé norvégien ainsi que le doublé réalisé par Charles Mathiesen et Ivar Ballangrud sur le 1 500 mètres rendent Oddbjorn Hagen « fou de joie ». Il a commencé sa préparation en octobre pour cette seule course. Cette victoire dans le combiné est appelée « la parade norvégienne ».
Oddbjorn Hagen est considéré comme un très bon farteur et il prépare lui-même ses skis. Lors du concours de saut, les Norvégiens peuvent compter sur un matériel, notamment des chaussures, d'une qualité supérieure à leurs concurrents. Armas Palamaa juge que les Finlandais font beaucoup de progrès notamment en saut et il estime « que ce n'est qu'une question de temps avant qu'un athlète finlandais puisse gagner à Holmenkollen ou dans un championnat du monde ». Les Suédois sont déçus de leurs performances. Harald Hedjerson chute alors qu'il fait un long saut et doit abandonner. Holger Lundgren (en) chute également et Jonas Westman (en) parvient à rester sur ses skis mais sans briller outre mesure.
Les Tchécoslovaques sont satisfaits de leurs résultats notamment dans le ski de fond,. Ils n'ont pas pu s'entraîner correctement en saut à ski ce qui a nuit à leurs résultats dans cette discipline. Ils estiment que les Norvégiens disposent de moins en moins de marge sur les concurrents des autres nations notamment les concurrents d'Europe centrale. La cinquième place finale de František Šimůnek est considéré comme une belle surprise même si le podium pouvait sembler envisageable. Johann Lahr et Rudolf Vrána (pl) ont fait un beau concours de saut et sont bien remontés au classement. Enfin, les Tchécoslovaques pensent que leur meilleur athlète Antonín Bartoň aurait pu faire une très bonne performance car il a un niveau similaire à František Šimůnek sur les skis de fond et qu'il est meilleur que les Norvégiens en saut à ski. Les Tchécoslovaques se considèrent comme la troisième nation de cette épreuve de combiné nordique en raison de la réussite collective de leurs athlètes derrière les Norvégiens et les Finlandais.
Jiří Stanislav Guth-Jarkovský accuse le juge Autrichien Schatz de « favoriser systématiquement les Allemands et les Autrichiens » lors du concours de saut. Franz von Papen affirme qu'Adolf Hitler aurait influencé le juge Allemand et le juge Autrichien afin d'obtenir « la sympathie norvégienne ». La victoire des athlètes norvégiens est filmée par les caméras du film officiel de la compétition notamment afin de faire la promotion du Troisième Reich :

« Ce que les actualités olympiques voulaient illustrer, c'était la fraternité « sans chauvinisme » des foules allemandes. À chaque pas, parmi la cohue, les trois Norvégiens étaient accostés, on leur tapait sur l'épaule. Hommages ponctués de rire qu'on eût dit élargis pour l'écran, paumes se heurtant dans des bravos rythmés. Les Jeunesses hitlériennes faisaient la queue, tendant leurs carnets d'autographes. »

### Résultats détaillés
Le tableau ci-dessous montre les résultats de la compétition avec le nom des participants, leur pays, leur classement, les temps dans l'épreuve de fond, la longueur de leur premier et de leur deuxième saut et les points qu'ils ont remportés dans les deux épreuves,,,. Le classement final est obtenu par la moyenne des deux épreuves. (T) signifie que le concurrent est tombé lors de son saut.
| Rang | Athlètes                   | Ski de fond | Ski de fond     | Ski de fond          | Ski de fond     | Saut à ski        | Saut à ski        | Saut à ski        | Saut à ski        | Saut à ski          | Saut à ski        | Points totaux |
| Rang | Athlètes                   | Dossard     | Temps           | Points (ski de fond) | Rang            | Saut 1 (en m)     | Points            | Saut 2 (en m)     | Points            | Points (saut à ski) | Rang              | Points totaux |
| 1    | Oddbjørn Hagen             | 59          | 1 h 15 min 33 s | 240,0                | 1               | 42,0              | 92,4              | 46,0              | 97,9              | 190,3               | 16                | 430,3         |
| 2    | Olaf Hoffsbakken           | 102         | 1 h 17 min 37 s | 227,8                | 2               | 47,0              | 97,1              | 45,5              | 94,9              | 192,0               | 13                | 419,8         |
| 3    | Sverre Brodahl             | 19          | 1 h 18 min 01 s | 225,5                | 3               | 40,0              | 87,6              | 47,0              | 95,0              | 182,6               | 28                | 408,1         |
| 4    | Lauri Valonen              | 22          | 1 h 26 min 34 s | 178,6                | 26              | 52,0              | 108,4             | 54,5              | 114,2             | 222,6               | 1                 | 401,2         |
| 5    | František Šimůnek          | 95          | 1 h 19 min 09 s | 219,0                | 4               | 44,5              | 86,7              | 43,5              | 88,6              | 175,3               | 33                | 394,3         |
| 6    | Bernt Østerkløft (en)      | 40          | 1 h 21 min 37 s | 205,1                | 6               | 44,0              | 91,4              | 48,0              | 97,3              | 188,7               | 21                | 393,8         |
| 7    | Stanisław Marusarz         | 73          | 1 h 25 min 27 s | 184,4                | 18              | 51,0              | 104,5             | 50,0              | 104,4             | 208,9               | 3                 | 393,3         |
| 7    | Timo Murama                | 80          | 1 h 24 min 52 s | 187,5                | 13              | 49,0              | 103,7             | 48,0              | 102,1             | 205,8               | 5                 | 393,3         |
| 9    | Johann Lahr                | 23          | 1 h 25 min 11 s | 185,8                | 16              | 49,0              | 97,3              | 53,0              | 104,3             | 201,6               | 8                 | 387,4         |
| 10   | Niilo Nikunen (en)         | 43          | 1 h 23 min 59 s | 192,2                | 9               | 47,5              | 99,2              | 45,5              | 92,4              | 191,6               | 15                | 383,8         |
| 11   | Jonas Westman (en)         | 41          | 1 h 25 min 38 s | 183,4                | 20              | 47,5              | 101,7             | 46,5              | 97,6              | 199,3               | 10                | 382,7         |
| 12   | Willy Bogner               | 1           | 1 h 24 min 11 s | 191,2                | 10              | 45,0              | 90,9              | 49,0              | 99,4              | 190,3               | 16                | 381,5         |
| 13   | Josef Gumpold (de)         | 24          | 1 h 24 min 19 s | 190,4                | 11              | 45,0              | 95,1              | 46,0              | 95,2              | 190,3               | 16                | 380,7         |
| 14   | Gustav Berauer             | 63          | 1 h 23 min 04 s | 197,2                | 8               | 45,0              | 94,4              | 42,0              | 87,5              | 181,9               | 29                | 379,1         |
| 15   | Hubert Köstinger (en)      | 108         | 1 h 25 min 09 s | 186,0                | 15              | 44,0              | 93,4              | 48,0              | 95,8              | 189,2               | 20                | 375,2         |
| 16   | Bronisław Czech            | 90          | 1 h 25 min 55 s | 181,9                | 23              | 46,0              | 96,1              | 45,5              | 97,0              | 193,1               | 11                | 375,0         |
| 17   | Hans Baumann (en)          | 114         | 1 h 22 min 49 s | 198,5                | 7               | 40,0              | 83,8              | 44,0              | 89,8              | 173,6               | 36                | 372,1         |
| 18   | Fidel Wagner (en)          | 106         | 1 h 24 min 33 s | 189,2                | 12              | 40,0              | 86,7              | 46,0              | 96,0              | 182,7               | 27                | 371,9         |
| 19   | Pertti Mattila (en)        | 115         | 1 h 26 min 21 s | 179,7                | 25              | 45,0              | 92,0              | 47,0              | 96,7              | 188,7               | 21                | 368,4         |
| 20   | Severino Menardi           | 27          | 1 h 20 min 34 s | 211,0                | 5               | 37,5              | 77,5              | 40,0              | 79,8              | 157,3               | 40                | 368,3         |
| 21   | Oswald Julen (en)          | 69          | 1 h 23 min 43 s | 183,0                | 21              | 43,0              | 92,0              | 45,0              | 92,3              | 184,3               | 24                | 367,3         |
| 22   | Willy Bernath (en)         | 109         | 1 h 25 min 12 s | 185,7                | 17              | 43,5              | 87,4              | 47,0              | 93,3              | 180,7               | 30                | 366,4         |
| 23   | Toni Eisgruber (de)        | 96          | 1 h 31 min 38 s | 152,8                | 37              | 51,5              | 108,7             | 49,0              | 103,4             | 212,1               | 2                 | 364,9         |
| 24   | Marian Woyna-Orlewicz (en) | 35          | 1 h 25 min 27 s | 184,4                | 18              | 41,0              | 88,6              | 43,0              | 90,8              | 179,4               | 31                | 363,8         |
| 25   | Markus Maier (de)          | 98          | 1 h 27 min 31 s | 173,7                | 28              | 47,0              | 94,5              | 49,5              | 93,7              | 188,2               | 23                | 361,9         |
| 26   | Rudolf Vrána (pl)          | 81          | 1 h 30 min 26 s | 158,8                | 34              | 48,5              | 98,0              | 49,0              | 102,6             | 200,6               | 9                 | 359,4         |
| 27   | Karl Magnus Satre          | 32          | 1 h 25 min 56 s | 181,8                | 24              | 39,0              | 86,1              | 41,0              | 87,9              | 174,0               | 35                | 355,8         |
| 28   | Berger Torrissen           | 88          | 1 h 29 min 08 s | 165,3                | 29              | 45,0              | 96,2              | 44,0              | 94,0              | 190,2               | 19                | 355,5         |
| 29   | Isamo Sekiguchi            | 86          | 1 h 32 min 40 s | 147,7                | 38              | 48,0              | 100,1             | 48,5              | 103,1             | 203,2               | 7                 | 350,9         |
| 30   | Ernest Berger (en)         | 99          | 1 h 27 min 13 s | 175,2                | 27              | 36,5              | 80,5              | 47,5              | 94,4              | 174,9               | 34                | 350,1         |
| 31   | Tormod Mobraaten           | 15          | 1 h 33 min 28 s | 143,8                | 41              | 49,0              | 98,8              | 52,5              | 106,2             | 205,0               | 6                 | 348,8         |
| 32   | Andrzej Marusarz           | 101         | 1 h 31 min 30 s | 153,4                | 36              | 46,0              | 94,5              | 47,0              | 97,6              | 192,1               | 12                | 345,5         |
| 33   | Walter Delle Karth (no)    | 67          | 1 h 37 min 14 s | 125,8                | 46              | 48,0              | 102,6             | 49,5              | 104,8             | 207,4               | 4                 | 333,2         |
| 34   | Tone Dečman (sl)           | 97          | 1 h 29 min 44 s | 162,3                | 30              | 41,0              | 83,7              | 42,5              | 85,4              | 169,1               | 38                | 331,4         |
| 35   | Tsutomu Sekido (en)        | 30          | 1 h 32 min 48 s | 147,0                | 40              | 43,0              | 90,0              | 45,0              | 93,3              | 183,3               | 25                | 330,3         |
| 36   | Albin Jakopič (sl)         | 65          | 1 h 30 min 02 s | 160,8                | 32              | 37,5              | 80,4              | 42,0              | 86,5              | 166,9               | 39                | 327,7         |
| 37   | Edward Blood (no)          | 100         | 1 h 33 min 45 s | 142,4                | 42              | 44,0              | 92,1              | 43,0              | 91,0              | 183,1               | 26                | 325,5         |
| 38   | Leon Bebler (sl)           | 46          | 1 h 34 min 25 s | 139,2                | 43              | 41,0              | 89,2              | 42,0              | 88,3              | 177,5               | 32                | 316,7         |
| 39   | William Clark              | 74          | 1 h 30 min 20 s | 159,3                | 33              | 36,5              | 78,9              | 35,0              | 77,2              | 156,1               | 41                | 315,4         |
| 40   | Holger Lundgren (en)       | 103         | 1 h 29 min 57 s | 161,2                | 31              | 50,0 (T)          | 58,3              | 53,0              | 93,7              | 152,0               | 42                | 313,2         |
| 41   | Karl Johan Baadsvik        | 37          | 1 h 39 min 30 s | 115,2                | 47              | 49,0              | 98,8              | 46,0              | 92,9              | 191,7               | 14                | 306,9         |
| 42   | Edgars Gruzītis            | 54          | 1 h 35 min 22 s | 134,6                | 44              | 35,0              | 72,7              | 36,5              | 75,4              | 148,1               | 43                | 282,7         |
| 43   | Shinzo Yamada              | 68          | 1 h 31 min 28 s | 153,6                | 35              | 38,5              | 88,1              | 46,0 (T)          | 37,1              | 125,2               | 45                | 278,8         |
| 44   | Paul Ottar Satre           | 70          | 1 h 36 min 27 s | 129,4                | 45              | 48,5 (T)          | 53,4              | 53,0              | 91,1              | 144,5               | 44                | 273,9         |
| 45   | Percy Legard               | 14          | 1 h 47 min 47 s | 76,8                 | 48              | 39,5              | 82,4              | 45,0              | 90,1              | 172,5               | 37                | 249,3         |
| 46   | William Ball               | 56          | 1 h 32 min 46 s | 147,3                | 39              | 40,5              | 81,0              | 36,0 (T)          | 16,4              | 97,4                | 46                | 244,7         |
| –    | Andrea Vuerich (sv)        | 66          | 1 h 25 min 01 s | 186,7                | 14              | Pas participé     | Pas participé     | Pas participé     | Pas participé     | Pas participé       | Pas participé     | –             |
| –    | Harald Hedjerson           | 110         | 1 h 25 min 50 s | 182,4                | 22              | Pas participé     | Pas participé     | Pas participé     | Pas participé     | Pas participé       | Pas participé     | –             |
| –    | Kővári Károly (hu)         | 5           | N'a pas terminé | N'a pas terminé      | N'a pas terminé | N'a pas participé | N'a pas participé | N'a pas participé | N'a pas participé | N'a pas participé   | N'a pas participé | –             |
| –    | László Szalay (en)         | 28          | N'a pas terminé | N'a pas terminé      | N'a pas terminé | N'a pas participé | N'a pas participé | N'a pas participé | N'a pas participé | N'a pas participé   | N'a pas participé | –             |
| –    | Rado Istenič               | 113         | N'a pas terminé | N'a pas terminé      | N'a pas terminé | N'a pas participé | N'a pas participé | N'a pas participé | N'a pas participé | N'a pas participé   | N'a pas participé | –             |

### Podium
| Épreuve    | Or                   | Or    | Argent                 | Argent | Bronze               | Bronze |
| ---------- | -------------------- | ----- | ---------------------- | ------ | -------------------- | ------ |
| Individuel | Oddbjørn Hagen (NOR) | 430,3 | Olaf Hoffsbakken (NOR) | 419,8  | Sverre Brodahl (NOR) | 408,1  |

### Tableau des médailles
| Rang  | Nation  | Or | Argent | Bronze | Total |
| ----- | ------- | -- | ------ | ------ | ----- |
| 1     | Norvège | 1  | 1      | 1      | 3     |
| Total | Total   | 1  | 1      | 1      | 3     |